# 蒙布兰维尔
蒙布兰维尔（法語：Montblainville，法語發音：[mɔ̃blɛ̃vil]）是法国默兹省的一个市镇，属于凡尔登区。

## 地理
蒙布兰维尔（49°14'51"N, 5°0'45"E）面积12.06 平方千米，位于法国大東部大區默兹省，该省份为法国西北部内陆省份，北与比利时接壤，西接马恩省和阿登省，南至上马恩省和孚日省，东临默尔特-摩泽尔省。
与蒙布兰维尔接壤的市镇（或旧市镇、城区）包括：阿普勒蒙、维埃纳堡、博尔尼、沙尔庞特里、阿戈讷地区瓦雷讷。

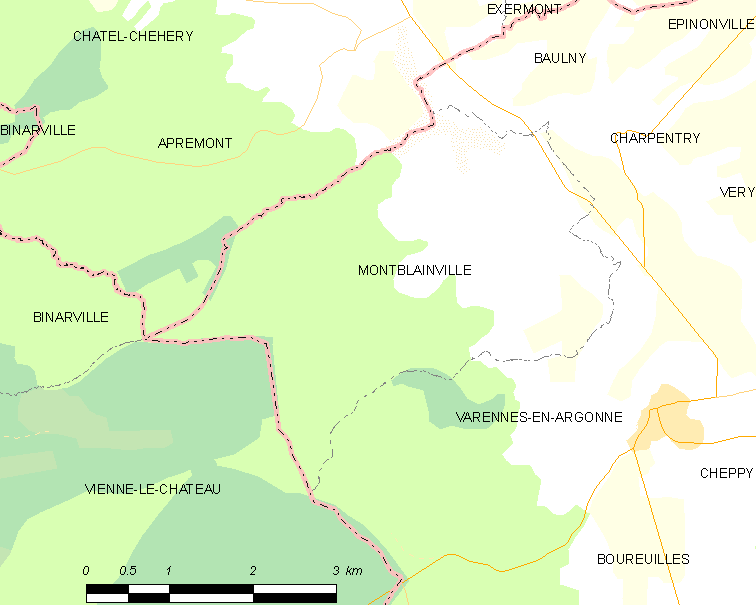
蒙布兰维尔的OSM定位图

蒙布兰维尔的时区为UTC+01:00、UTC+02:00（夏令时）。

## 行政
蒙布兰维尔的邮政编码为55270，INSEE市镇编码为55343。

## 政治
蒙布兰维尔所属的省级选区为阿戈讷地区克莱蒙县。

## 人口

1962-2008年间蒙布兰维尔人口变化图示

蒙布兰维尔于2022年1月1日时的人口数量为57人。